# Gong Kai

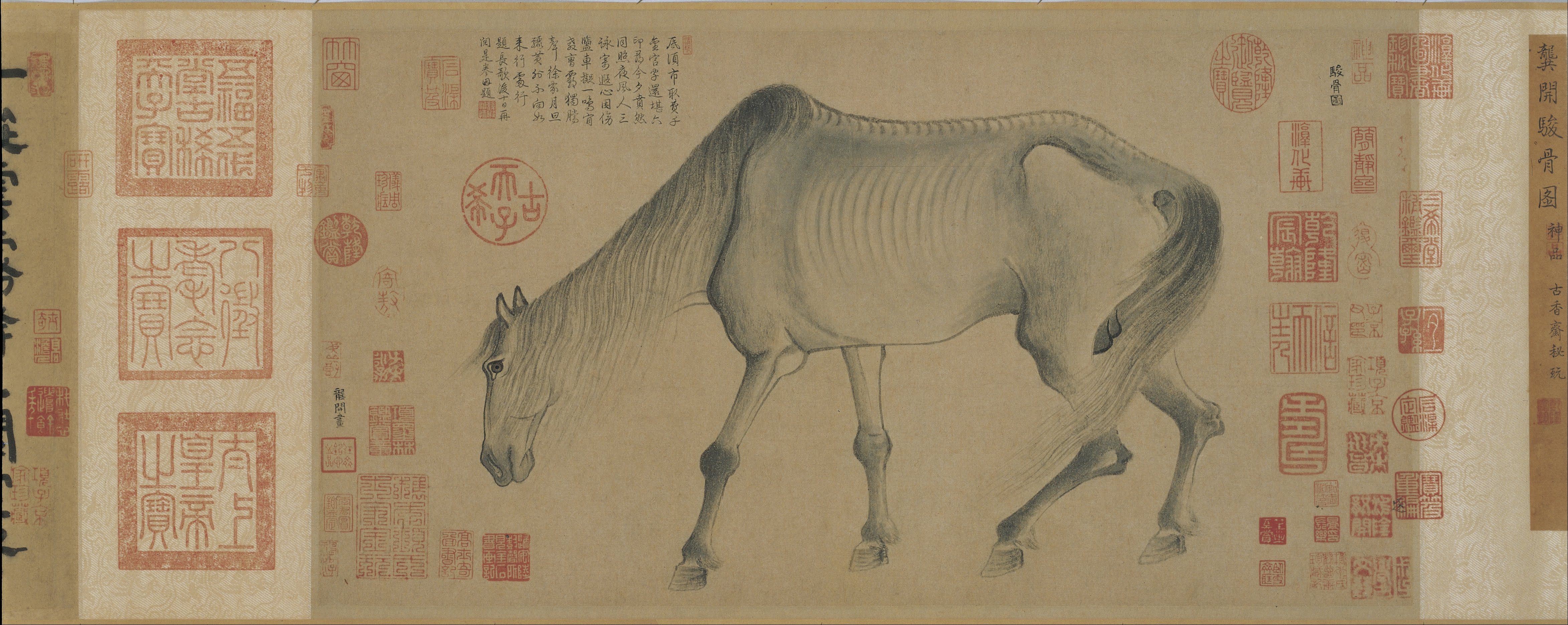
“El cavall demacrat” (Osaka City Museum of Fine Arts)

Advertiment: Cal tenir present que en els noms xinesos el cognom va al davant (en aquest cas Gong.
Gong Kai (xinès simplificat: 龚开; xinès tradicional: 龔開; pinyin: Gōng Kāi). Fou un pintor i cal·lígraf que va néixer l'any 1222 a Huaiyin, província de Jiangsu i va morir vers el 1307. En els darrers anys de la dinastia Song, quan encara existia (coneguda com la dinastia Song del Sud) tenia un càrrec menor governamental. Arran de la desaparició de la dinastia Song i el domini de la nova dinastia Yuan es va dedicar a la pintura però va perdre el seu estatus social, ja que era considerat un lleial a l'antiga dinastia. Per ser un “i-min” va viure pobrament.
Les obres atribuïdes a Gong es pensen que són del període Yuan. Va residir a Hangzhou escrivint i pintant. Malvivint de la seva activitat artística. Alguns dels seus treballs s'han considerat un mitjà per criticar als nous governants. Entre les seves pintures destaca “El cavall demacrat” (Museu de Municipal d'Osaka).

Gong Kai, Zhong Kui de viatge, Freer Gallery of Art in Washington, D.C.